# Bundesrecht (Deutschland)

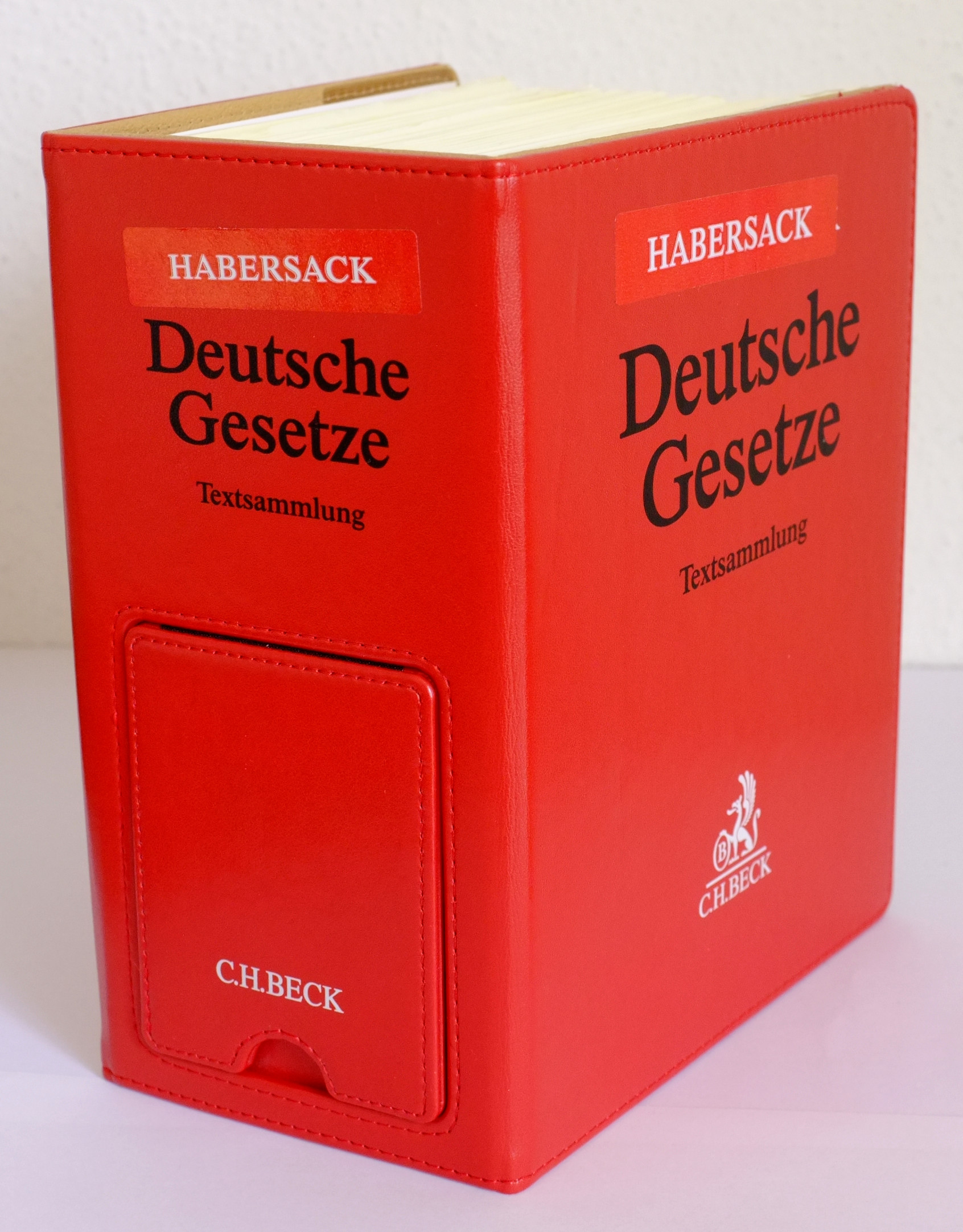
Der „Habersack“ enthält die wichtigsten Gesetzestexte des deutschen Zivil- und Strafrechts.

Bundesrecht ist in der Bundesrepublik Deutschland das auf Bundesebene geltende Recht.

## Umfang
Zum Bundesrecht gehören 
- die vom Bundesverfassungsgericht anerkannten allgemeinen Regeln des Völkerrechts (Art. 25, Art. 100 Abs. 2 GG)[1]
- das Grundgesetz für die Bundesrepublik Deutschland
- Bundesgesetze, z. B. Baugesetzbuch, auch Rahmengesetze (z. B. Hochschulrahmengesetz)
- Rechtsverordnungen des Bundes, z. B. die Straßenverkehrsordnung
- Satzungen des Bundes, z. B. die Geschäftsordnung des Deutschen Bundestages
- vorkonstitutionelles Recht, sofern es Gegenstände der ausschließlichen oder konkurrierenden Gesetzgebungszuständigkeit betrifft (Art. 124, Art. 125 GG).[2]

Der Bund ist lediglich innerhalb seiner ausdrücklichen Gesetzgebungskompetenz befugt, Gesetze zu erlassen (Art. 70 GG). Verletzt er diese Kompetenz zu Lasten eines Landes, so ist die Rechtsnorm verfassungswidrig. Gegebenenfalls wird dies durch das Bundesverfassungsgericht festgestellt. Auch Meinungsverschiedenheiten über das Fortgelten von vorkonstitutionellem Recht als Bundesrecht entscheidet das Bundesverfassungsgericht (Art. 126 GG).

## Verhältnis zu anderen Rechtsquellen
In Deutschland geltende Rechtsnormen lassen sich neben dem Bundesrecht in die Kategorien Völkerrecht, Unionsrecht (der EU), Landesrecht sowie das Recht autonomer Körperschaften (Gemeinden, Universitäten u. a.) fassen.
- Völkerrechtliche Verträge erlangen bundesrechtliche Geltung im Regelfall erst durch Transformation in Form eines Bundesgesetzes (Art. 59 Abs. 2 GG).
- Das Verhältnis des Bundesrechts zum Unionsrecht der EU ist komplex und dogmatisch sowohl umstritten als auch im Fluss. Grundlegend lässt sich von einem Geltungs- oder Anwendungsvorrang des Unionsrechts sprechen. Dies wird zumeist entweder durch eine unmittelbare Geltung europäischer Rechtssätze oder aber durch eine europarechtskonforme Auslegung (Überformung) deutschen Rechts erreicht.
- Gegenüber Landesrecht, das verfassungskonformem Bundesrecht widerspricht, genießt das Bundesrecht den Geltungsvorrang (Bundesrecht bricht Landesrecht, Art. 31 GG). Im Rahmen der konkurrierenden Gesetzgebung haben die Länder das Recht zu einer Abweichungsgesetzgebung (Art. 72 Abs. 3 GG). Führen die Länder die Bundesgesetze als eigene Angelegenheit aus, steht ihnen neben der Verwaltungskompetenz auch das Recht zu, die Einrichtung der Behörden und das Verwaltungsverfahren zu regeln (Art. 84 Abs. 1 Satz 3 GG). Mit den Grundrechten des Grundgesetzes vereinbare Bestimmungen in vorkonstitutionellen Landesverfassungen bleiben in Kraft (Art. 142 GG).
- Untergesetzliche Normen (Verordnungen und Satzungen), die Bundesrecht widersprechen, sind rechtswidrig.